# Maliattha quadripartita
Maliattha quadripartita är en fjärilsart som beskrevs av Walker 1865. Maliattha quadripartita ingår i släktet Maliattha och familjen nattflyn. Inga underarter finns listade i Catalogue of Life.